# Phyllanthus womersleyi
Phyllanthus womersleyi är en emblikaväxtart som beskrevs av Airy Shaw och Grady Linder Webster. Phyllanthus womersleyi ingår i släktet Phyllanthus och familjen emblikaväxter.
Artens utbredningsområde är Papua Nya Guinea. Inga underarter finns listade i Catalogue of Life.